# NGC 3152
NGC 3152 је спирална галаксија у сазвежђу Мали лав која се налази на NGC листи објеката дубоког неба.
Деклинација објекта је + 38° 50' 37" а ректасцензија 10h 13m 34,1s. Привидна величина (магнитуда) објекта NGC 3152 износи 14,6 а фотографска магнитуда 15,6. NGC 3152 је још познат и под ознакама MCG 7-21-18A, CGCG 211-21, PGC 29805.